# Bill Johnson
Bill Johnson, właśc. William Dean Johnson (ur. 30 marca 1960 w Los Angeles, zm. 21 stycznia 2016 w Gresham) – amerykański narciarz alpejski, mistrz olimpijski.

## Kariera
Największy sukces w karierze Bill Johnson osiągnął w 1984 roku, kiedy podczas igrzysk olimpijskich w Sarajewie wywalczył złoty medal w biegu zjazdowym. W zawodach tych wyprzedził bezpośrednio Petera Müllera ze Szwajcarii oraz Austriaka Antona Steinera. Został tym samym pierwszym amerykańskim alpejczykiem, który zdobył złoty medal olimpijski w konkurencjach męskich. Był to jednak jego jedyny start olimpijski. Brał także udział w mistrzostwach świata w Bormio w 1985 roku, gdzie w tej samej konkurencji był czternasty.
W zawodach Pucharu Świata zadebiutował 5 lutego 1983 roku w St. Anton am Arlberg, gdzie był szósty w zjeździe. Tym samym już w swoim debiucie zdobył pierwsze pucharowe punkty. Nie startował więcej w sezonie 1982/1983, zajmując ostatecznie 66. miejsce w klasyfikacji generalnej. W swoim drugim starcie w zawodach tego cyklu, nie tylko stanął na podium, ale sięgnął od razu po zwycięstwo, wygrywając zjazd 15 stycznia 1984 roku w Wengen. W pozostałych zawodach sezonu 1983/1984 jeszcze dwukrotnie stawał na podium, w obu przypadkach na najwyższym stopniu: 4 marca w Aspen i 11 marca w Whistler wygrywał biegi zjazdowe. W klasyfikacji generalnej dało mu to czternaste miejsce, a w klasyfikacji zjazdu był trzeci, ulegając jedynie Szwajcarowi Ursowi Räberowi i Austriakowi Erwinowi Reschowi. W kolejnych sezonach sporadycznie plasował się w czołowej dziesiątce, ani razu nie stając na podium.

## Próba powrotu
W 1992 roku jego trzynastomiesięczny syn utonął w wannie. Niedługo później Johnson zbankrutował, a jego małżeństwo rozpadło się. Amerykanin próbował wrócić do sportu w 2000 roku, próbując wywalczyć miejsce w reprezentacji USA na Zimowe Igrzyska Olimpijskie 2002 w Salt Lake City. Na igrzyska te ostatecznie nie pojechał, co więcej podczas mistrzostw USA w Whitefish w marcu 2002 roku wypadł z trasy. Odniósł poważne obrażenia głowy, skutkujące trwałym uszkodzeniem mózgu. Ze śpiączki wybudził się po trzech tygodniach, ale nigdy nie doszedł do pełni sprawności. Po serii udarów mózgu trafił do domu opieki, w którym zmarł 21 stycznia 2016 roku.

## Osiągnięcia

### Igrzyska olimpijskie
| Miejsce | Dzień     | Rok  | Miejscowość | Konkurencja | Czas biegu  | Strata | Zwycięzca |
| ------- | --------- | ---- | ----------- | ----------- | ----------- | ------ | --------- |
| 1.      | 16 lutego | 1984 | Sarajewo    | Zjazd       | 1:45.59 min | –      | –         |

### Mistrzostwa świata
| Miejsce | Dzień    | Rok  | Miejscowość | Konkurencja | Czas biegu  | Strata  | Zwycięzca         |
| ------- | -------- | ---- | ----------- | ----------- | ----------- | ------- | ----------------- |
| 14.     | 3 lutego | 1985 | Bormio      | Zjazd       | 2:06,68 min | +2,33 s | Pirmin Zurbriggen |

### Puchar Świata

#### Miejsca w klasyfikacji generalnej
- sezon 1982/1983: 66.
- sezon 1983/1984: 14.
- sezon 1984/1985: 57.
- sezon 1985/1986: 41.

#### Miejsca na podium
1. Wengen – 15 stycznia 1984 (zjazd) – 1. miejsce
2. Aspen – 4 marca 1984 (zjazd) – 1. miejsce
3. Whistler – 11 marca 1984 (zjazd) – 1. miejsce